# MulteFire
MulteFire はLTEを、免許不要の帯域で動作させるための技術である。同技術は3GPPのRelease13および14に準拠している。従来の公衆網のLTEが帯域を専有するのに対し、免許不要帯域では、Wi-FiやDECTといったLTE以外の通信と共存する必要がある。LBT(Listen-Before-Talk)と呼ばれる、利用予定の帯域が他の無線局が利用中でないかどうかを調べてから通信を開始する機能を具備することで、信号が衝突しづらく機能を有している。   
2017年4月にはMultiFireのRelease1.0が公開、2018年にはeMTC-UやNB-IoT-UといったIoT向けの仕様が盛り込まれた。       
MulteFire Allianceは27社の会員で構成されており、ファーウェイ、エリクソン、ノキアといった基地局メーカーや、クアルコム、インテルといったチップセットメーカー、通信キャリアのソフトバンクなども参画している。   